# Сущенко, Елизавета Валерьевна
Елизавета Валерьевна Сущенко (р. 16 декабря 1985) — российская виолончелистка и дирижёр.

## Биография
Родилась 16 декабря 1985 года в семье профессиональных музыкантов (отец — Сущенко Валерий Анатольевич, солист оркестра ГАБТ).
Дебютировав в возрасте 8 лет на сцене Большого театра с Симфоническим оркестром ГАБТ под управлением А. Лазарева, Елизавета начала свою сольную карьеру.
В 1998 году состоялось первое концертное турне по Японии, включающее в себя как концерты с оркестром, так и сольные выступления в Suntory Hall (Токио), Suginami Kokaido Hall, Mirai Hall, Idsumi Hall (Осака) и др. Аналогичные турне состоялись в 2000, 2002, 2007 годах с большим количеством концертов и сольных выступлений в различных городах Японии. В возрасте 13 лет Елизавета записала свой первый CD. Состоялись концерты с оркестром MAV под управлением Э. Лукача в Будапеште, с оркестром «Солисты Москвы» в Мюнхене, сольные концерты в Германии и Австрии, а также в Москве и других городах России.
Участвовала в открытых уроках и мастер-классах известных музыкантов: Г. Шиффа, М. Ростроповича, Д. Герингаса, Р. Латцко и др.
Является победителем и лауреатом многочисленных международных музыкальных конкурсов.
В 2007 году с отличием окончила Московскую Государственную Консерваторию им. П. И. Чайковского.
С 2008 года — аспирантка Венского университета музыки и исполнительского искусства и ассистент проф. Р. Латцко. В это же время Елизавета Сущенко начала заниматься оркестровым дирижированием.
В 2010 году окончила аспирантуру с отличием, присуждена степень «Магистр сценических искусств».
В июне 2010 года поступила в РАМ им. Гнесиных на факультет оперно-симфонического дирижирования в класс проф. В. И. Федосеева, а в 2015 окончила с отличием СГК им. Л. В. Собинова по специальности оперно-симфоническое дирижирование, класс профессора Кочнева Ю. Л.
С 2014 по настоящее время — солист оркестра Мариинского театра, концертмейстер группы виолончелей, дирижёр, автор цикла камерных программ.
Ведёт активную концертную деятельность в качестве солиста — виолончелиста и дирижёра.
Член Союза театральных деятелей и обладатель стипендии СТД для молодых деятелей культуры за 2019 год.

## Награды
- 1993. Первая премия и Гран-при Международного конкурса виолончелистов в Лицене, Австрия.
- 2004. Первая премия и специальная премия за лучшее исполнение произведений Д.Поппера Международного конкурса виолончелистов им. Д. Поппера в Будапеште, Венгрия (в настоящее время конкурс переименован в Международный конкурс виолончелистов им. П. Казальса).
- Гран-при Международного конкурса им. Тансмана в Лодзи, Польша.
- 2005. Лауреат Международного конкурса виолончелистов им. Ростроповича в Париже, Франция.
- 2010. Лауреат Международного конкурса им. Брамса в Пертшахе, Австрия.
- 2011. Лауреат Международного конкурса Альберта Мамриева в Брауншвейге, Германия.
- 2012. Первая премия 17-го Международного конкурса им. Гаэтано Цинетти, Италия (дуэт с Е. Вегер).